# Dmytro Klympusch

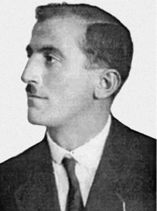
Dmytro Klympusch

Dmytro Iwanowytsch Klympusch (ukrainisch Дмитро Іванович Климпуш, * 7. November 1897 in Jassinja, Komitat Máramaros, Königreich Ungarn; † 15. Juni 1959 in Jassinja, USSR) war ein ukrainisch-sowjetischer Politiker und militärischer Führer. 

## Biografie
Er wurde in einer wohlhabenden Bauernfamilie geboren. Er absolvierte drei Klassen der Volksschule in seinem Heimatdorf und arbeitete danach auf dem Bauernhof seiner Eltern sowie als Holzfäller. Im Ersten Weltkrieg kämpfte er an der Ostfront und der Italienfront und wurde zweimal verwundet. Von 1918 bis 1919 nahm er am Feldzug der Sitscher Schützen nach Sighetu Marmației teil, wo er von den Rumänen gefangen genommen wurde. Als die Karpatenukraine Teil der Tschechoslowakischen Republik wurde, wurde er in die tschechoslowakische Armee eingezogen. Er setzte seinen Dienst in Uschhorod und Wynohradiw fort und wurde im Rang eines Sergeanten demobilisiert.
Von 1921 bis 1923 arbeitete er als Kassierer in der Filiale der Karpatenvorlandsbank in Jassinja. 1923 war er einer der Gründer der Sport- und Bildungsgesellschaft Sitsch und bis 1928 deren Vorsitzender. Von 1923 bis 1938 war er Mitglied der Sozialdemokratischen Partei. 1927 war er Sekretär ihrer Zweigstelle in Jassinja und 1937 Mitglied der Bezirksvertretung der Partei.
Auf Vorschlag des Sekretärs von Awgustyn Woloschyn, Iwan Rohatsch, wurde Klympusch mit der Leitung der Streitkräfte der Karpatenukraine – der Karpaten-Sitsch – beauftragt. Er organisierte Referenten und Bezirksgruppen. Unter Klympuschs Leitung veranstaltete die Karpaten-Sitsch zwei Kongresse. Nach der Besetzung der Karpatenukraine durch ungarische Truppen blieb Klympusch in seinem Heimatdorf und stand unter ständiger Gendarmerieüberwachung.
Bis 1944 arbeitete er im Sägewerk seiner Brüder. Beim Eintreffen der Roten Armee am 8. Dezember 1944 wurde er verhaftet und nach Jenakijewe gebracht. Nach seiner Freilassung im Januar 1947 arbeitete er in Jassinja als Buchhalter in der Forstwirtschaft. Am 11. April 1947 wurde er zum zweiten Mal wegen „antisowjetischer Aktivitäten“ verhaftet und von der Sondersitzung des Ministeriums für Staatssicherheit der UdSSR zu acht Jahren Arbeitslager verurteilt. Er verbüßte seine Haftstrafe im Gulag Angarlag in der Oblast Irkutsk. Am 26. Juli 1955 wurde er freigelassen. Am 2. Februar 1993 wurde er rehabilitiert.